# Silvia López Udias
Silvia López Udias (1964) es una botánica y profesora española desarrollando actividades científicas como consultora ambiental freelance, en la Universidad de Valencia, y en su Jardín botánico de Valencia, adscrito al Institut Cavanilles de Biodiversitat i Biología Evolutiva.
Participa como experta en el conocimiento florístico y fitogeográfico del Sistema Ibérico, como también en la taxonomía de algunos géneros complejos de plantas vasculares -por ejemplo, Bunium y Conopodium, y forma parte del equipo de autores del proyecto Flora Iberica, y ha dado nombre a 17 especies, subespecies y variedades nuevas para la ciencia; publicando habitualmente, entre otras, en Anales del Jardín Botánico de Madrid.

## Biografía
Nació en Castellón, España, transladándose con corta edad a Valencia donde completó su formación académica básica y el bachillerato. En 1990 obtuvo la licenciatura en Ciencias Biológicas, especialidad botánica, por la Universidad de Valencia, y en la misma alta casa de estudios, el doctorado en Biología, en 2000.

## Algunas publicaciones
- silvia López udias, carlos Fabregat llueca. 2001. ECOLOGÍA, ABUNDANCIA Y CONSERVACIÓN DE SANTOLINA AGERATIFOLIA BARNADES EX ASSO (COMPOSITAE), ENDEMISMO DE LA COMARCA DEL JILOCA. XILOCA 27: 153-164 ISSN 0214-1175

## Honores

### Membresías
- "Asociación Española de Evaluación de Impacto Ambiental" (AEEIA)

- “Mediterranean Island Specialist Group” de la Species Survival Commission de la UICN (Unión Mundial para la Naturaleza)

- "Grupo de Trabajo de Flora", del Comité Español de la UICN

- "International Association for Plant Taxonomy" (IAPT),[6]

- "American Society of Plant Taxonomists" (ASPT),[7]

- "Organization for the Phyto-Taxonomical Investigation of the Mediterranean Area" (OPTIMA),[8]